# Mouloud Akkouche
Pour les articles homonymes, voir Akkouche.
Mouloud Akkouche, né à Montreuil le 4 août 1962, est écrivain français, auteur de roman policier.

## Biographie
Il exerce une foule de petits boulots tout en écrivant des nouvelles dont la première sera publiée en 1992. Il a publié « Causse-toujours ! » dans la collection Le Poulpe aux Éditions Baleine, et des romans dans la Série noire, dont le  personnage principal est l'Inspecteur Nassima Benarous.
Auteur dramatique, Mouloud Akkouche est aussi l'auteur de pièces radiophoniques pour France Inter.

## Œuvre

### Romans
- Si à 50 ans, t'as pas ta Rolex, Éditions de l'Atelier, collection Quelqu'un m'a dit : social fiction (2012)  (ISBN 978-2-36224-020-1)
- Code-barre, Éditions de l'Atelier, collection La Porte à côté no 45 (2009)  (ISBN 978-2-916159-72-0)
- Le Silence des géants, Éditions de l'Archipel, collection Archimystère (2009)  (ISBN 978-2-8098-0206-1)
- La Sirène rousse, Éditions La Branche, Suite noire no 22 (2008)  (ISBN 978-2-35306-025-2)
- Rue des absents, Éditions de l'Atelier, IN8, (2006)  (ISBN 2-916159-24-X)
- Le Magot de Solange, Éditions de l'Atelier,  collection La Porte à côté no 13 (2006)  (ISBN 2-916159-10-X)
- Cayenne, mon tombeau, Éditions Flammarion (2001)  (ISBN 2-08-068166-4)
- Sur la route de Bauliac, Éditions Baleine, collection Série grise no 3 (2000)  (ISBN 2-84219-276-1)
- Les Ardoises de la mémoire, Éditions Gallimard, Série noire no 2525 (1999)  (ISBN 2-07-049851-4)
- Avis déchéance, Éditions Gallimard, Série noire no 2487 (1998)  (ISBN 2-07-049762-3)
- Causse-toujours !, Éditions Baleine,  collection Le Poulpe (1997)  (ISBN 2-84219-038-6)
- Jardin des oubliés, Actes Sud, Gaia, 2023, 186 p.  (ISBN 978-2-3301-8218-2)

### Roman jeunesse
- Une marque d'enfer Éditions Albin Michel, collection Le Furet enquête no 14 (1999)  (ISBN 2-226-10213-2)